# Brian Ryckeman
Brian Ryckeman (Oostende, 13 juli 1984) is een Belgische zwemmer en militair.

## Levensloop
Ryckeman doet als militair binnen het Belgische leger aan topsport. Sinds 2002 doet hij aan wedstrijdzwemmen op topniveau. Als topzwemmer legt hij zich de laatste jaren slechts toe op de 10km en 25km openwaterzwemmen. Hij is aangesloten bij de Koninklijke Brugse Zwemkring (BZK). Hij werd europees kampioen open water op het EK te Boedapest in 2011.

## Persoonlijke records

### 25M BAD
| afstand | slag       | tijd     | plaats     | datum |
| ------- | ---------- | -------- | ---------- | ----- |
| 200m    | vrije slag | 1’53”34  | Uster      | 2005  |
| 400m    | vrije slag | 3’53”15  | Uster      | 2005  |
| 800m    | vrije slag | 8’07”55  | Wachtebeke | 2007  |
| 1500m   | vrije slag | 15’17”37 | Wachtebeke | 2007  |

### 50M BAD
| afstand | slag       | tijd       | plaats          | datum |
| ------- | ---------- | ---------- | --------------- | ----- |
| 200m    | vrije slag | 1’55”77    | BK              | 2004  |
| 400m    | vrije slag | 3’57”00    | Brugge          | 2005  |
| 800m    | vrije slag | 8’11”64    | Parijs          | 2005  |
| 1500m   | vrije slag | 15’31”64   | Antwerpen       | 2008  |
| 5000m   | vrije slag | 53’37”87   | Brugge          | 2006  |
| 10.000m | vrije slag | 1u52’50”99 | Calella, Spanje | 2008  |

## Palmares
Op nationaal niveau won hij 20 keer goud, 15 keer zilver en 7 keer brons.

### 2013
- 11e WK 10 km
- WK 25 km

### 2012
- 16e OS 10 km

### 2011
- EK open water Budapest 10 km: 16e plaats en 25 km: 1e
- Europa Cup open wate Eilat 10 km: 2e
- World Cup open water Santos 10 km: 5e plaats
- GP open water Viedma 1 mijl sprint: 1e plaats en 15 km: 6e plaats
- GP open water Rosario 15 km: 2e plaats

### 2010
- World Cup open water Fujeirah 10 km: 3e plaats
- World Cup open water Hongkong 10 km: 4e plaats
- World Cup open water Shantou 10 km: 3e plaats
- Europa Cup eindklassement: 3e plaats
- EK open water Budapest 10 km: DNS plaats en 25 km: DNS
- WK open water Roberval 10 km: DNF
- World Cup open water Setubal 10 km: DNF
- Europa Cup open water S. Felice Cerceo 10 km: 2e plaats
- Europa Cup open water Eilad 10 km: 3e plaats
- EK lange baan Civittavecchia 5 km: 1e plaats

### 2009
- World Cup open water Hongkong 10 km: DNF
- World Cup open water Shantou 10 km: 12e plaats
- World Cup open water Shun Ann 10 km: 7e plaats
- Europa Cup eindklassement: 2e plaats
- Europa Cup open water Marmaris 10 km: 2e plaats
- World Cup open water Kopenhagen 10 km: DNF
- World Cup open water Annecy 10 km: 4e plaats
- World Cup open water Varna 10 km: 4e plaats
- Europa Cup open water Hoorn 10 km: 4e plaats
- WK open water Rome 10 km: 5e plaats en 25 km: 4e plaats
- Europa Cup open water Poreč 10 km: 2e plaats
- Europa Cup open water Isola del Giglio 5 km: 3e plaats
- Europa Cup open water Eilad 10 km: 2e plaats

### 2008
- OS open water Peking 10 km: 7e plaats
- WK open water Sevilla 10 km: 10e plaats

### 2007
- World Cup open water Hongkong 10 km 4e plaats
- World Cup open water Shantou 10 km: 5e plaats
- World Cup open water Wenen 10 km: 7e plaats
- Gala wedstrijd open water (6 beste WK Melbourne) Rostock 15 km: 4e plaats
- Europa Cup open water Potsdam 10 km: 4e plaats
- World Cup open water Londen 10 km: DNF
- World Cup open water Sevilla 10 km: 9e plaats
- World Cup open water Dubai 10 km: DNF
- WK open water Melbourne 10 km: 6e plaats

### 2006
- World Cup open water Hongkong 10 km: 9e plaats
- World Cup open water Shantou 10 km: 2e plaats
- EK open water Budapest 10 km: 13e plaats
- Europa Cup open water Limoges 10 km: 4e plaats
- World Cup open water Sevilla 10 km: 7e plaats
- Europa Cup open water Bracciano 5 km: 11e plaats
- World Cup open water Ein El Suknah 10 km: 5e plaats

### 2005
- Europa Cup open water Creill 10 km: 7e plaats

### 2004
- EK lange baan Madrid 1500m vrije slag: 16e plaats

### 2003
- Europese Junior Kampioenschappen open water Sevilla 5 km: 5e plaats

### 2002
- Europese Junior Kampioenschappen Linz

1500m vrije slag: 9e plaats
400m vrije slag: 16e plaats
- Mutinations (8 landen wedstrijd) Limasol

1500m vrije slag: 2e plaats
400m vrije slag: 3e plaats
4x200m vrije slag: 4 plaats